# トランス・ワールド航空800便離陸失敗事故
トランス・ワールド航空800便離陸失敗事故（トランス・ワールドこうくう800びんりりくしっぱいじこ）は、1964年11月23日に発生した航空事故である。トランス・ワールド800便（ボーイング707-331）がイタリアのフィウミチーノ空港からの離陸に失敗し、乗員乗客73人中50人が死亡した。

## 飛行の詳細

### 事故機
事故機のボーイング707-331（N769TW）は製造番号17685として製造されて1960年4月21日に初飛行し、同年5月9日にトランス・ワールド航空に納入された。エンジンはプラット・アンド・ホイットニー JT4A-12を搭載していた。

### 乗員・乗客
乗員は非常に経験豊富であった。
- 機長は44歳の男性で、1960年5月からボーイング707の機長を務めていた。総飛行時間は17,408時間であり、その内2,617時間がボーイング707での飛行時間であった。
- 副操縦士は46歳の男性であった。総飛行時間は17,419時間であり、その内1,269時間がボーイング707での飛行時間であった。
- 航空機関士は47歳の男性であった。総飛行時間は14,231時間であり、その内1,308時間がボーイング707での飛行時間であった。
- 交代副操縦士は41歳の男性であった。総飛行時間は9,928時間であり、その内1,920時間がボーイング707での飛行時間であった。

客室には7人の客室乗務員がいた。
また、乗員乗客の中にはアメリカ人に加えて、フランス人やイタリア人がいた。

## 事故の経緯
800便は13時05分にフィウミチーノ空港の滑走路25までタキシングし、その1分後に滑走路上で加速し始めた。しかし、時速148キロメートルに達した時点で計器が第4エンジン推力がゼロであることを示し、すぐに第2エンジンの逆噴射装置を作動させるためのインジケーターが点灯した。パイロットは滑走路端から800～900メートル手前の地点で離陸を中止したが、機体はパイロットが予想していたよりもすぐには減速せず、右に旋回した後に第4エンジンが地上にあったロードローラーに衝突した。この衝突で機体は炎上し始めたが、同機はさらに260メートル程進んだ。機体が完全に静止する前に機体中央の燃料タンクが爆発し、これによって機体は完全に破壊された。この事故で乗員5人（副操縦士と客室乗務員4人）と乗客45人が死亡したが、残りの23人は負傷しつつも生存した。

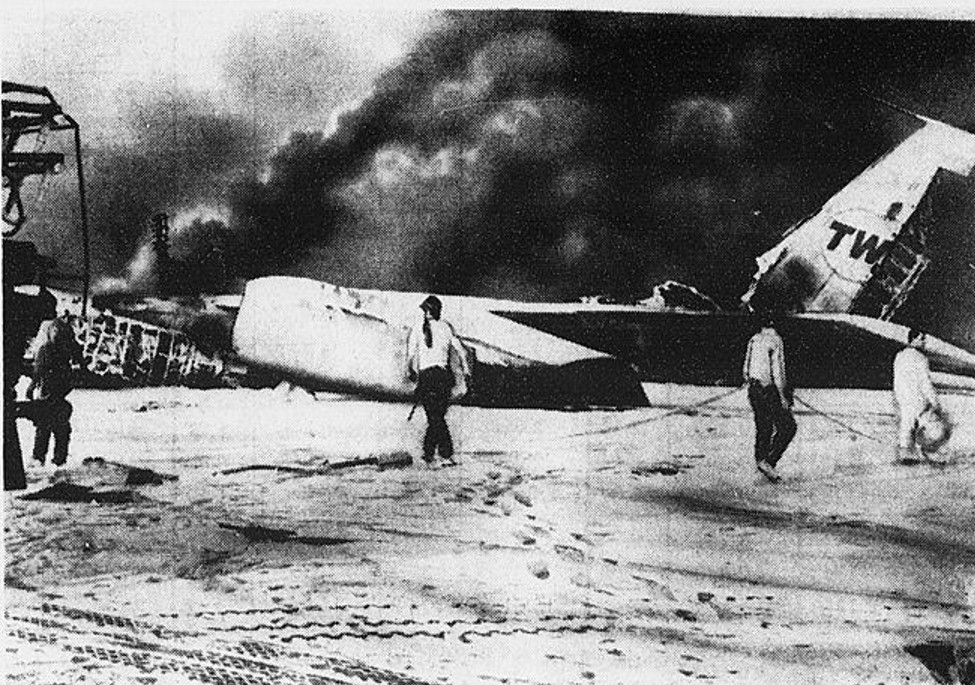
事故現場

## 事故原因
事故調査の最終報告書によれば、事故原因は第2エンジンの逆噴射装置が作動しなかったことであった。これは、エアインテークが断裂してエアシリンダーの空気圧が不足したことが原因とされている。これにより、4基のエンジン全てのスラストレバーが逆噴射の位置にあったにもかかわらず第2エンジンは機体を前方に進ませる推力を発生させることとなった。